# جو-آن: کینه ۲
جو-آن: کینه ۲ (انگلیسی: Ju-on: The Grudge 2) فیلمی در ژانر ترسناک به کارگردانی تاکاشی شیمیزو است که در سال ۲۰۰۳ منتشر شد. از بازیگران آن می‌توان به نوریکو ساکایی، کی هوری، یوئی ایچیکاوا، و تاکاکو فوجی اشاره کرد.

## خلاصه داستان
در حین رانندگی، «کیاکو» یک زن باردار که البته بازیگر فیلم های وحشتناک نیز می‌باشد به همراه شوهرش، دچار سانحه می‌شوند. کیاکو در این سانحه شوهر و بچه اش را از دست می‌دهد و خود نیز به کما می‌رود و…